# Сертан штату Пернамбуку (мезорегіон)
Сертан штату Пернамбуку (порт. Mesorregião do Sertão Pernambucano) — адміністративно-статистичний мезорегіон у Бразилії. Один з п'яти мезорегіонів штату Пернамбуку. Мезорегіон формується шляхом об'єднання 4 мікрорегіонів, до складу яких входять 50 муніципалітетів. Населення штату становить 1 039 733 осіб.

## Склад мезорегіону
У мезорегіон входять наступні мікрорегіони:
1. Пажеу